# Emilio Pi y Molist
Emilio Pi y Molist (Barcelona, 29 de octubre de 1824-Barcelona, 29 de junio de 1892) fue un médico frenópata, académico y ensayista español.

## Biografía

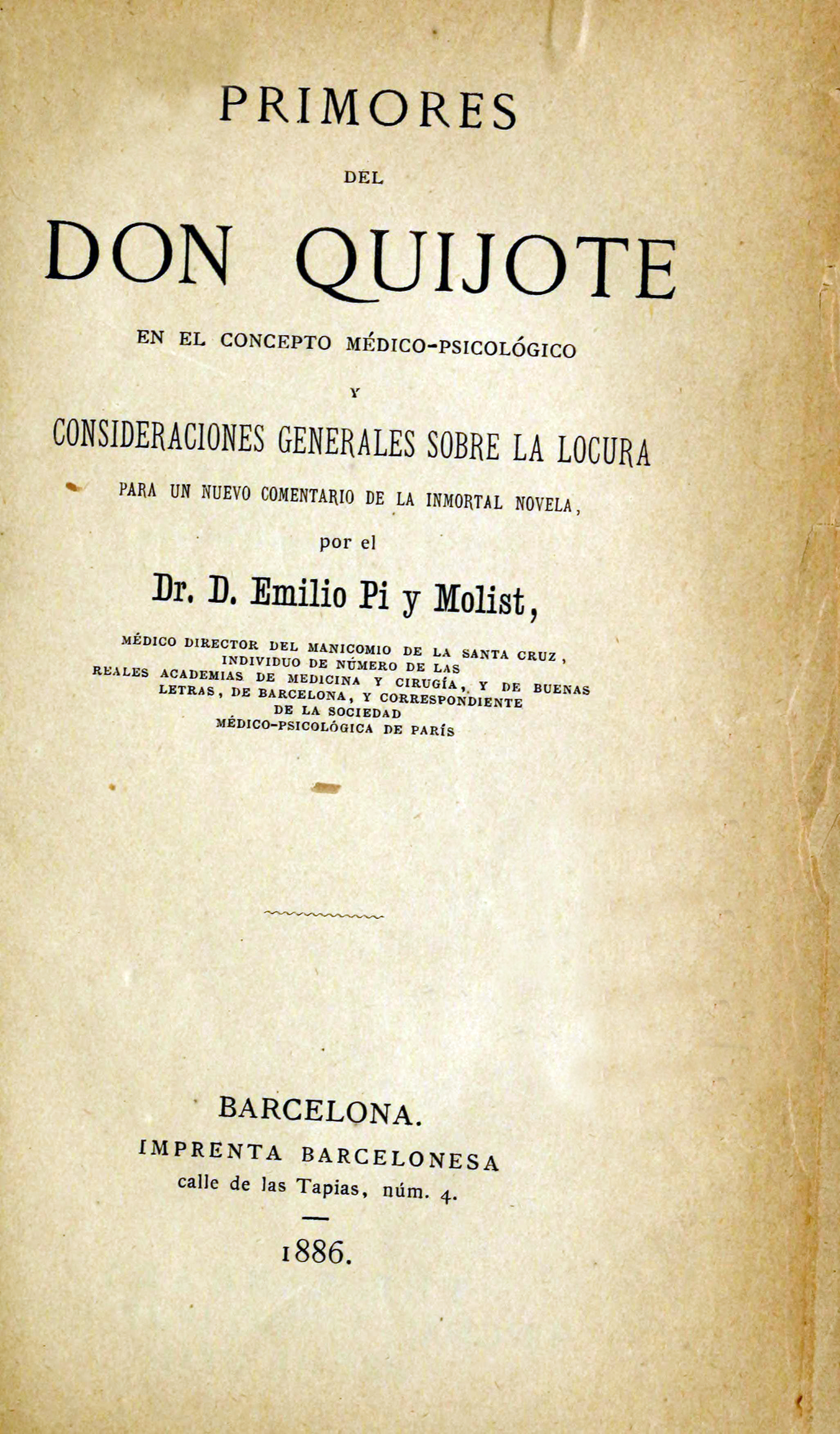
Primores del Don Quijote (1886)

Nació en Barcelona en la década de 1820, hijo de Andrés Avelino Pi y Arimón y Teresa Molist.
Entre sus primeros ensayos literarios se encuentran una oda dedicada «A D.ª María Cristina de Borbón», una carta dirigida a la poetisa Josefa Masanés y una novelita titulada Aurelina ó funestos efectos de una precipitación, escrita con doce años cuando cursaba primer año de gramática.
Residió en Mallorca en su juventud para eludir el reclutamiento militar. Se licenció en medicina en 1846 en la Universidad Literaria de Barcelona. En 1849 presentó la Memoria concurso de la Real Academia de Medicina de Barcelona, que resultó premiada, sobre los efectos anestésicos del cloroformo, entonces una sustancia nueva para la incipiente técnica de la anestesia, todavía entonces no muy generalizada en el ámbito de la cirugía. En 1855 entró a trabajar en el Hospital de la Santa Cruz de Barcelona y viajó a varios manicomios europeos, plasmando sus experiencias en su trabajo de 1854. Fue defensor del vitalismo, oponiéndose al organicismo. Tras la muerte de su padre continuó la obra iniciada por este, Barcelona antigua y moderna.
Fue médico numerario y director del Hospital de la Santa Cruz, socio numerario de la Real Academia de Medicina de Barcelona (sociedad de la que fue presidente) y de la Real Academia de Buenas Letras de Barcelona, socio de mérito de la Sociedad Económica Barcelonesa de Amigos del País y socio correspondiente de la Sociedad Médico-Psicológica de París y las Academias de Medicina y Cirugía de Valencia, Granada y Palma de Mallorca. En 1886 publicó la obra Primores del Don Quijote en el concepto médico-psicológico.
Fallecido el 29 de junio de 1892, tiene dedicada una calle en Barcelona.